# Tunjungrejo (Yosowilangun)
Tunjungrejo is een bestuurslaag in het regentschap Lumajang van de provincie Oost-Java, Indonesië. Tunjungrejo telt 1991 inwoners (volkstelling 2010).